# Hideyuki Nagashima
Hideyuki Nagashima (jap. 長島偉之 Nagashima Hideyuki; ur. 27 maja 1953 w prefekturze Tochigi) – japoński zapaśnik w stylu wolnym. Srebrny medalista olimpijski z Los Angeles 1984 w wadze 82 kg.
Jedenasty na mistrzostwach świata w 1983 roku.